# Slobodan Soro
Slobodan Soro (em sérvio:  Слободан Соро; Novi Sad, 23 de dezembro de 1978) é um jogador de polo aquático sérvio, naturalizado brasileiro, medalhista olímpico.

## Carreira

### Jogos Olímpicos
Soro fez parte dos elencos bronze olímpicos de Pequim 2008 e Londres 2012 representando a Sérvia. Em 2015 se naturalizou brasileiro e competiu pela equipe que finalizou em oitavo lugar nos Jogos do Rio de Janeiro.